# Linia kolejowa nr 939
Linia kolejowa nr 939 – jednotorowa, częściowo zelektryfikowana linia kolejowa łącząca posterunek bocznicowy szlakowy Łódź Dąbrowa PBSZ ze stacją Łódź Dąbrowa Przemysłowa.
Linia umożliwia eksploatację bocznic znajdujących się na Łodzi Dąbrowej oraz Elektrociepłowni EC4 przez pociągi towarowe jadące z kierunku Widzewa.